# Vinodolský hájik
Vinodolský hájik este o arie protejată (arie specială de conservare — SAC, sit de importanță comunitară — SCI) din Slovacia întinsă pe o suprafață de 21,76 ha, integral pe uscat.

## Localizare
Centrul sitului Vinodolský hájik este situat la coordonatele 48°12′03″N 18°11′59″E / 48.200833°N 18.199722°E.

## Înființare
Situl Vinodolský hájik a fost declarat sit de importanță comunitară în aprilie 2004 pentru a proteja un număr necunoscut de specii din flora spontană și fauna sălbatică aflate în arealul zonei. Situl a fost protejat și ca arie specială de conservare în martie 2004.

## Biodiversitate
Situată în ecoregiunea panonică, aria protejată conține 2 habitate naturale: Păduri panonice cu Quercus petraea și Carpinus betulus, Păduri mixte riverane de Quercus robur, Ulmus laevis și Ulmus minor, Fraxinus excelsior sau Fraxinus angustifolia, de-a lungul marilor râuri (Ulmenion minoris).
La baza desemnării sitului se află un număr nedeclarat de specii protejate.